# Dyden har sin egen Belønning
Dyden har sin egen Belønning er en amerikansk stumfilm fra 1914 af Joe De Grasse.

## Medvirkende
- Pauline Bush som Annie Partlan.
- Gertrude Bambrick som Alice Partlan.
- Tom Forman som Seadley Swaine.
- Lon Chaney som Duncan Bronson.